# Beautiful Days
Pour les articles homonymes, voir Beautiful Day.
Beautiful Days est une chanson du groupe de rock belge Venus parue sur l'album Vertigone (2003) et en plusieurs versions single. 
Malgré son titre proche, cette chanson n'a pas de lien direct avec Beautiful Day du groupe rock irlandais U2 (2000) même si Venus a repris certaines chansons de U2, notamment Love Is Blindness.
Beautiful Days a été utilisée plusieurs fois à la télévision pour des publicités :
- 2006 : Le Figaro, dans laquelle plusieurs images historiques se succédaient,
- 2009 : Peugeot Crossover 3008, dans laquelle le véhicule jouait le rôle du diamant sur un disque vinyle géant,
- 2011 : Annonce Canal+ pour la diffusion du film Avatar, dans laquelle on pouvait voir plusieurs extraits du film.
- 2012 : Lancôme pour le parfum "La Vie est Belle" avec Julia Roberts.

Au cinéma, on la retrouve dans :
- Une semaine sur deux (et la moitié des vacances scolaires) avec Mathilde Seigner,
- Ensemble, c'est tout avec Guillaume Canet,
- Immortel, film tiré de la BD d'Enki Bilal : La femme piège.